# Andrzej Piotrowski (Skilangläufer)
Andrzej Piotrowski (* 12. August 1969 in Białystok) ist ein ehemaliger polnischer Skilangläufer.

## Werdegang
Piotrowski, der für den KS Start Supraślanka startete, trat international erstmals bei den Olympischen Winterspielen 1992 in Albertville in Erscheinung. Seine beste Platzierung dabei war der 47. Platz in der Verfolgung. In der Saison 1992/93 holte er bei der Winter-Universiade 1993 in Zakopane die Bronzemedaille über 30 km Freistil und belegte bei den nordischen Skiweltmeisterschaften 1993 in Falun den 55. Platz über 10 km klassisch, den 47. Rang über 50 km Freistil und den 46. Platz in der Verfolgung. Bei der Winter-Universiade 1995 in Candanchú gewann er die Silbermedaille mit der Staffel.
Bei polnischen Meisterschaften siegte Piotrowski dreimal über 50 km Freistil (1990–1992), zweimal über 30 km klassisch (1990, 1991) und jeweils einmal über 10 km Freistil (1991), 10 km klassisch (1991) und 30 km klassisch (1994). Er ist mit der ehemaligen Skilangläuferin Bernadeta Bocek-Piotrowska verheiratet.